# 芒城遗址
芒城遗址，为成都平原史前城址之一，位于中华人民共和国四川省成都市都江堰市芒城村，年代距今约4000年，属于新石器时代成都平原的宝墩文化城址群之一。2001年，国务院正式公布为第五批全国重点文物保护单位。
芒城遗址是1996年由成都市文物考古工作队和都江堰市文物局确认的一处重要的史前城址。平面形状呈规则的长方形，城垣分内外两圈，内城长300米、宽240米，城垣宽度5~20米、宽度1~2.2米；外城长350米、宽300米，城垣宽度7~15米，高度1~2.5米。内城面积约7万平方米，外城面积约10万平方米。。芒城遗址是成都平原史前城址中城垣保存较为完好的一座，在1996年的试掘中，遗址出土许多距今4000年的陶器和石器。
2010年，中国国家文物局将芒城遗址列入了国家十二五大遗址保护规划，都江堰市已提出建设芒城遗址主题文化公园概念规划方案并筹建芒城遗址博物馆。